# Schierau

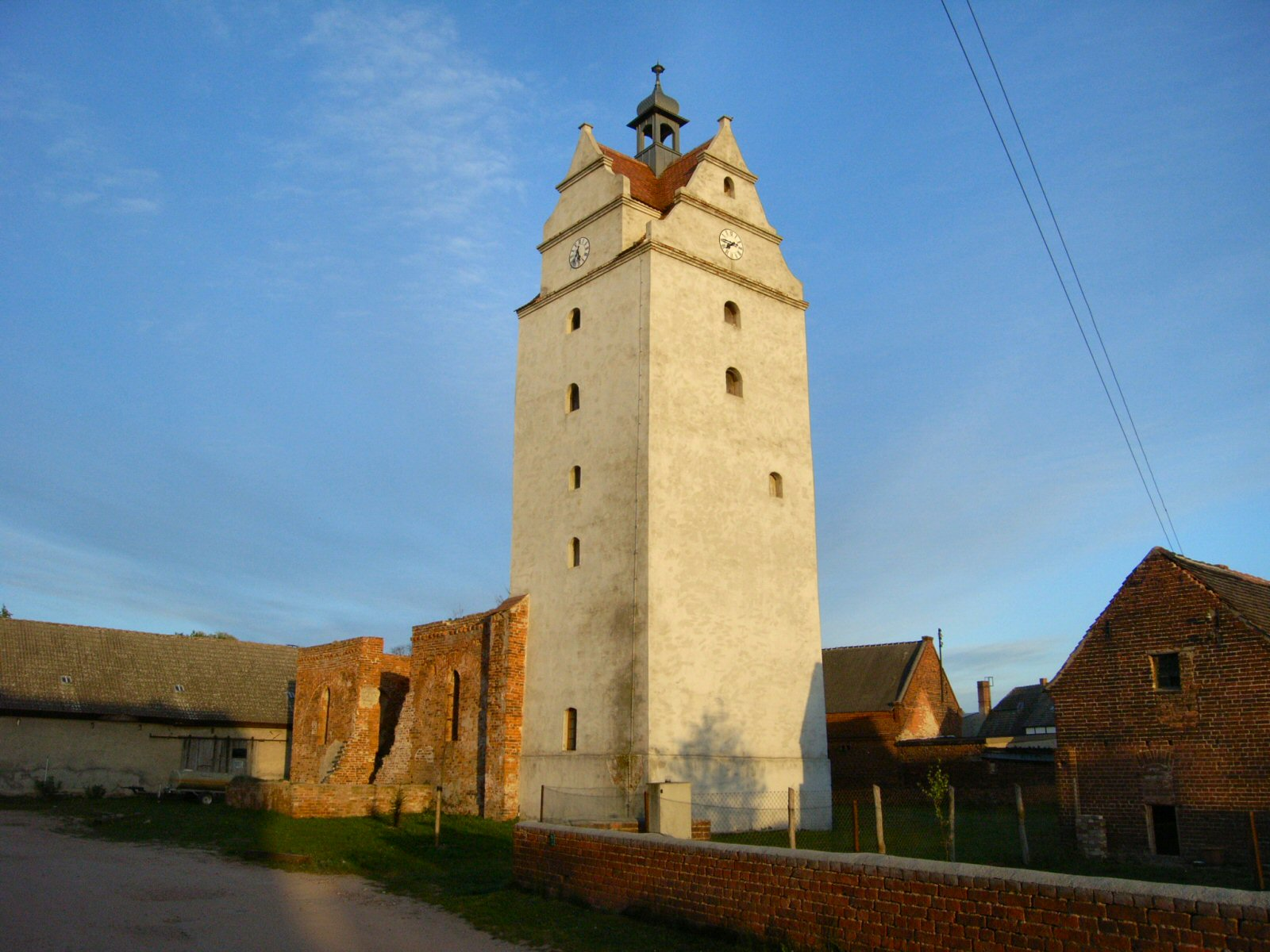
Kirche in Schierau

Schierau ist ein Ortsteil der Stadt Raguhn-Jeßnitz im Landkreis Anhalt-Bitterfeld in Sachsen-Anhalt, (Deutschland).

## Geografie
Schierau liegt zwischen Dessau-Roßlau und Halle (Saale) im Biosphärenreservates Mittlere Elbe an der Mulde.
Als Ortsteile der ehemaligen Gemeinde waren ausgewiesen:
- Schierau
- Möst
- Niesau
- Priorau

## Geschichte
Die Orte Schierau, Möst, Niesau und Priorau liegen in einer frühgeschichtlich ausschließlich von Slawen bewohnten Siedlungslandschaft zwischen der Mosigkauer Heide und dem Steilabfall der unteren Mulde-Auen. Die Orte Schierau, Möst und Priorau gehörten zum Besitz des Klosters Nienburg, des von den Sachsenherzögen in der zweiten Phase einsetzenden feudalen Ostexpansion (Hochmittelalterlicher Landesausbau in der Germania Slavica) ab Mitte des 12. Jahrhunderts militärisch gesicherten und tributpflichtig gemachten Slawengaus Nizizi. Nizzizi, was so viel bedeutet wie Bewohner der Niederung, war Teil der damaligen Sächsischen Ostmark. Das vorwiegend von Sorben besiedelte Gebiet wurde zwangsweise missioniert und mit Bauern aus den Gebieten vom Mittel- und Niederrhein sowie aus den heutigen Niederland besetzt. Neben den slawischen Weilern wurden neue deutsche Kolonistendörfer angelegt. Bei den oben genannten Dörfern Schierau und Möst handelte es sich um vormals slawische Siedlungen, die im Zusammenhang mit einer Burg standen.
Schierau erscheint erst spät in der schriftlichen Überlieferung, 1382 Schierow. Der erste Originalbeleg mit dem Namen Skirow stammt aus einer Urkunde des Markgrafen Wilhelm I. von Meißen vom Jahr 1395. Die archäologischen Hinterlassenschaften im Umfeld des Ortes weisen auf eine deutlich frühere Besiedlung hin.
Der slawische Name leitet sich ab aus dem altsorbischen *šir >breit<, im tschechischen beziehungsweise slowakischen širava zum Appellativum šir-ava >breite Fläche, weiter Raum<.[4] Im Jahr 1410 schlossen Friedrich und Wilhelm, Markgrafen von Meißen, mit Fürst Albrecht III. und Fürst Bernhard dem Älteren von Anhalt ein Bündnis für 6 Jahre gegen die Adelsfamilien von Krosigk, von Schierstedt und von Wulffen, zum Erwerb der Vorherrschaft in „Obersachsen“.[5] Daraufhin belehnten 1411 die Herzöge Rudolf und Albrecht von Sachsen-Wittenberg den Hauptmann des Magdeburger Erzbischofs, Rudolf aus dem Winckel, mit dem Gut zu Schierau.[6] Später führte das Adelsgeschlecht nach dem Orte seinen Namen. 1424 überlässt Rudolf aus dem Winkel, damals auf der Burg Gröbzig ansässig, dem Fürsten Georg von Anhalt einen Hof und zwei Hufen Landes im benachbarten Dorf Törten. Im Jahr 1516 werden in einer Ahnentafel Hans und Wolff aus dem Winckel auf Schierau genannt. 1568 besitzen die Herren aus dem Winkel als Lehnsnachfolger der edelfreien Adelsfamilie Köhler die Marke Nauendorf, heute auch die neue Marke genannt. In einem Lehnbrief aus dem Jahr 1572 von Hans aus dem Winckel Herr auf Schierau und seiner Erben werden Teile seiner Besitzungen genannt, unter anderem „das alte Wasser Möst mit seinen Fischereien, ein Holz, der Körper genannt daselbst…“. Sein ältester Sohn Hans Ernst aus dem Winckel wurde am 23. Juli 1623 vom Kurfürst Johann Georg I. von Sachsen mit dem Sattelhof Schierau und den zugehörigen Dörfern Schierau, Möst und Sandrau belehnt. Dessen Bruder Johann Georg aus dem Winkel, Herr auf „Schira, Mest und Thurland“ kämpfte im Dreißigjährigen Krieg von 1624 bis 1630 als Herrführer (Obrist) in schwedischen Regimentern. Die Freiherren Aus dem Winckel zu Schierau standen bis Mitte des 19. Jahrhunderts sowohl in kurfürstlich-sächsischen, als auch in anhaltischen Diensten.[7]
Möst werden 1179 zwei Dörfer als Musize, item Musize in einer Urkunde von Papst Alexander III. genannt, welcher dem Kloster Nienburg seinen Schutz, dessen Rechte, Freiheiten und Besitzungen bestätigt.[8] Eines liegt nördlich von Schierau, das andere zwischen Marke und Priorau. 1205 werden beide Dörfer mit 16 Hufen Land (in duobus Muisice sedecim) wiederholt in einer Papsturkunde für das Kloster Nienburg genannt.[9] In einer Urkunde des Jahres 1216 bestätigt Papst Innocenz III. dem Kloster Nienburg erneut seine Rechte Freiheiten und Besitzungen, darunter Musize, item Musize.[10] 1533 wird in einer Kirchenvisitation der Ort Moste genannt.[11] 1547/49 sind Moste, Möste auch im Anhaltischen Landregister aufgeführt, von denen das südlich gelegene Dorf als wüst bezeichnet wird.[12] Die Deutung des Ortsnamens ist nicht genügend gestützt. Sie lässt sich einerseits auf einen slawischen Personennamen * Muž oder Myš zurückführen, oder Mužk zu muž = >Mann<; ebenso könnte sich der Name auch aus dem altsorbischen *Most/*Most’c >Brücke aus Bohlenhölzern< ableiten, welcher sich auf die Verortung in der Muldeaue bezieht.[13][14] 
 In Möst steht mindestens ein Gebäude, das durch den Bauhausarchitekten Friedrich Engemann geplant wurde.
Niesau, ein sehr kleines Dorf, liegt wie Möst, Priorau und Schierau im breiten Urstromtal der Mulde, am östlichen Rand der Niederung. Der Ort ist fast vollständig im Süden, Westen und Norden von sogenannten Stillingsgraben, einem mäandrierten Mulde-Altarm und dem östlich angrenzenden heutigen Flusslauf der Mulde umschlossen. 1702 begann Fürst Leopold I. von Anhalt mit der Generalvermessung aller fürstlichen, adligen sowie bäuerlichen Äcker und Wiesen des Fürstentums. Infolgedessen veranlasste der Fürst im Jahre 1713 per Dekret die Gründung der Siedlung Niesau durch die Anlage von 20 zur Bewirtschaftung der fruchtbaren Mulde-Niederung geeigneten Hofstellen, in der Nähe der Muldefurt. Der Fürst soll zusätzlich einen Fährkahn spendierte haben, mit dem über die Mulde nach Sollnitz übergesetzt werden konnte. Die Fährstelle war noch bis etwa 1959 in Betrieb.[15]
Priorau liegt eingegrenzt zwischen den Taubequellen und der Mulde, etwa 1,5 Kilometer südlich von Schierau. Die Namensbezeichnung leitet sich aus dem altsorbischen Prerov >Graben, Durchstich<, dem obersorbischen přěrow beziehungsweise niedersorbischen pśerow >Graben, von Gräben durchzogene Gegend, sumpfige Gegend< ab.[16] Der Ort erscheint zuerst 1283 im Kopialbuch des Kollegiatstiftes der Nikolaikirche Aken in einer Vertragsabschrift. Unter den Zeugen befinden sich neben dem Grafen Albrecht I. von Anhalt, die Ministerialen Heino de Preraw und Heino de Zstene milites.[17] Am 21. September 1285 verkauft Graf Albrecht I. von Anhalt dem Kollegiatstift St. Marien zu Coswig das Dorf Malin. In dieser Originalurkunde erscheinen erneut Heino de Prerowe und Heino de Stene als Zeugen des Rechtsakts.[18] Im August 1394 verhandelte Markgraf Wilhelm von Meißen mit dem Erzbischof von Magdeburg und dem Fürsten von Anhalt über Hilfeleistungen aufgrund einer Fehde gegen Erfurt. Zur selben Zeit am 7. September 1394 finden sich Rechnungen über Lebensmittel an für das Heeresaufgebot, welches in Halberstad, in Berneborg, in Meydeburg, in Barby et in Priraw gegen Erfurt lagerte.[19] 1407 erscheint der Name Pryrow in einer Originalurkunde. In einer späteren aus dem Jahr 1448 als Preraw. Im anhaltischen Land- und Amtsregister der Jahre 1547/49 wird der Ort unter Prira beziehungsweise Prerau verzeichnet.[20]
Die Orte Schierau, Möst und Priorau gehörten bis 1815 als Exklave im Fürstentum Anhalt zum kursächsischen Amt Bitterfeld.[21] Durch die Beschlüsse des Wiener Kongresses kamen sie zu Preußen und wurden 1816 dem Kreis Bitterfeld[22] im Regierungsbezirk Merseburg der Provinz Sachsen zugeteilt, zu dem sie bis 1942 gehörten.[23] Am 1. April 1942 wurde die preußische Exklave Schierau mit Möst und Priorau in den Landkreis Dessau-Köthen[24] und damit Anhalt angegliedert. Niesau gehörte hingegen immer zu Anhalt und somit seit seiner Gründung zum Landkreis Dessau-Köthen.[25]
Am 20. Juli 1950 wurde die bis dahin eigenständige Gemeinde Niesau nach Schierau eingemeindet.
Möst wurde am 1. Januar 1957 ein Ortsteil von Schierau.[26]
Priorau folgte am 1. Januar 1973.[27]
Am 1. Januar 2010 schlossen sich die bis dahin selbstständigen Gemeinden Schierau, Marke, Retzau, Altjeßnitz, Thurland und Tornau vor der Heide sowie die Städte Jeßnitz (Anhalt) und Raguhn zur Stadt Raguhn-Jeßnitz zusammen. Gleichzeitig wurde die Verwaltungsgemeinschaft Raguhn, zu der Schierau gehörte, aufgelöst.

## Wappen
Blasonierung: „In Silber ein roter Kirchturm mit Seitenschiffen belegt mit vier silbernen Schilden (1:2:1), begleitet von zwei grünen Ahornblättern, über mit einem aufgeschlagenen silbernen Buch belegten gewellten blauen Schildfuß.“
Wappenelemente: Architektonische Besonderheit besitzt die Schierauer Kirche mit ihrem Barockgiebel, der weithin sichtbar ist. Priorau ist Geburtsort von Philipp von Zesen – einem in der Literatur wie Sprachentwicklung bedeutenden Schriftsteller des 17. Jahrhunderts; ihn symbolisiert das aufgeschlagene Buch. Alle vier Ortsteile liegen inmitten der Muldeaue und eingebettet in Wiesen und Laubwald. Der Ahorn ist eine sehr häufig vorkommende Baumart und wurde mit den zwei begleitenden Blättern im Wappen dargestellt. Der blaue Wellenschildfuß symbolisiert die Mulde.
Das Wappen wurde 1996 von dem Magdeburger Kommunalheraldiker Jörg Mantzsch gestaltet.

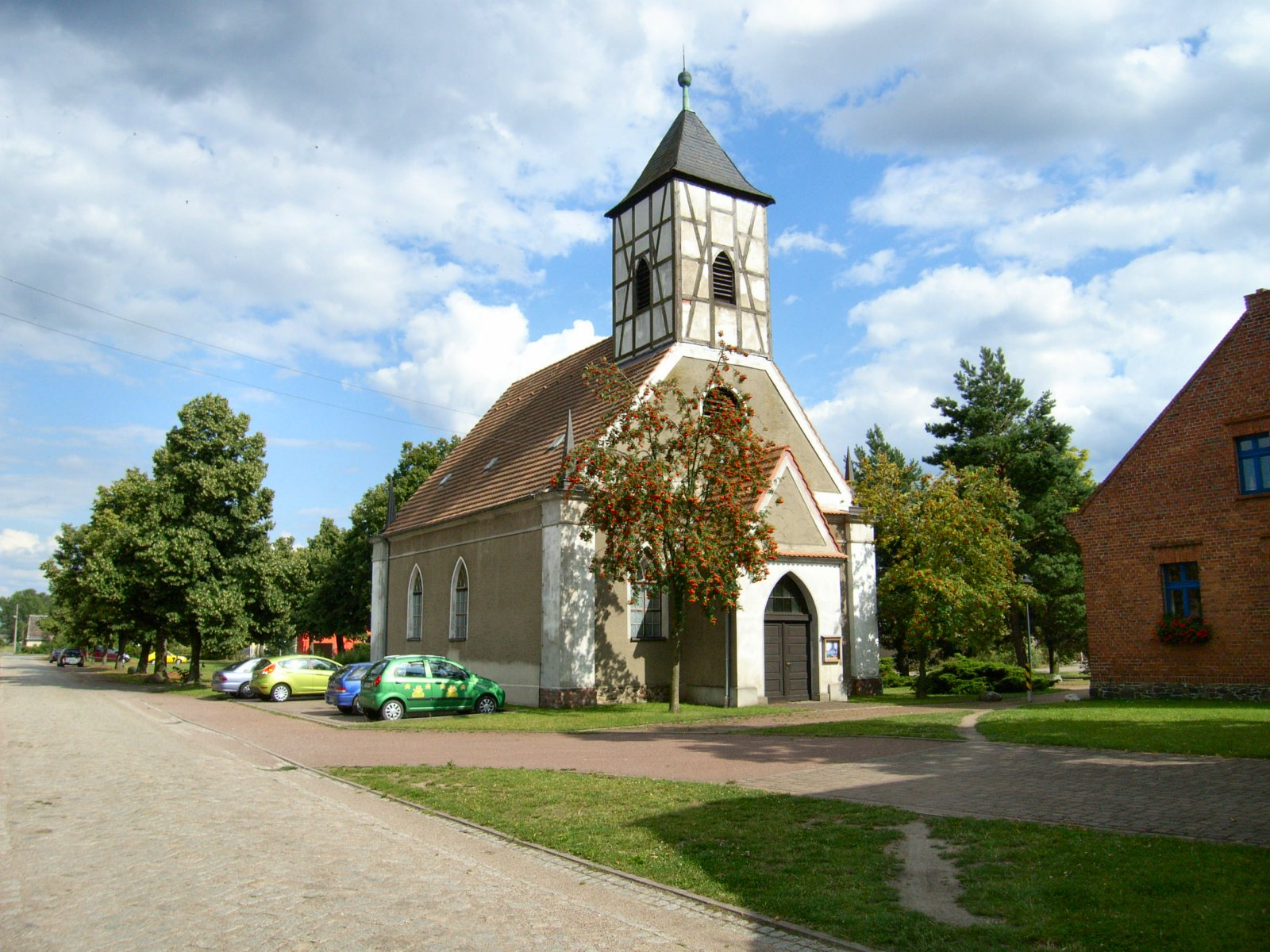
Kirche in Priorau

## Kultur und Sehenswürdigkeiten

### Bauwerke
- Geburtshaus des Barockdichters Philipp von Zesen im Ortsteil Priorau
- Dorfkirche
- Kriegerstein

### Regelmäßige Veranstaltungen
- Maifeier

## Wirtschaft und Infrastruktur

### Verkehr
Westlich der Gemeinde verläuft die Bundesautobahn 9, von Leipzig nach Berlin, und die Bundesstraße 184 Bitterfeld-Wolfen – Dessau.

## Persönlichkeiten
- Philipp von Zesen (1619–1689), deutscher Schriftsteller und Kirchenlieddichter
- Georg Franz Dietrich aus dem Winckell (1762–1839), Forst- und Jagdwissenschaftler, geboren in Priorau, lebte lange Zeit in Schierau

## Belege
1. ↑  Wolfgang Hessler: Mitteldeutsche Gaue des frühen und hohen Mittelalters. In: Abhandlungen der Sächsischen Akademie der Wissenschaften zu Leipzig. Band 49, Heft 2, Berlin 1957.
2. ↑  Staatsarchiv Weimar, Copiar Band 1, 92a.
3. ↑  Codex diplomaticus saxoniae, Urkunden der Markgrafen von Meissen und Landgrafen von Thüringen 1381–1395 (CDS I, Band 1, No.563).
4. ↑  Kreisarchiv Anhalt-Bitterfeld: Bauaktenarchiv
5. ↑  Zweite Verordnung zum Gesetz zur Änderung der Kreis- und Gemeindegrenzen zum 27. April 1950 (GuABl. S. 161). In: Landesregierung Sachsen-Anhalt (Hrsg.): Gesetz- und Amtsblatt des Landes Sachsen-Anhalt. Nr. 18, 5. August 1950, ZDB-ID 511105-5, S. 274 (PDF).

4. Ernst Eichler, Slawische Ortsnamen zwischen Saale und Neiße, Band 3 N-S, Bautzen 1993, ISBN 3-7420-0780-7
5. Auszüge aus der Familiengeschichte Krosigk (Krosigk, Rudolph, von : Nachrichten zur Geschichte des Dynasten- und Freiherrn Geschlechts von Krosigk, Berlin 1856)
6. Matthias Prasse, Mitteldeutsche Zeitung Anhalt-Bitterfeld, 22.09.2010
7. Dr. Bernhard Warlich, Volkach , Der Dreißigjährige Krieg in Selbstzeugnissen, Chroniken und Berichten
8. Otto von Heinemann, Codex diplomaticus Anhaltinus (CDA), Band 1 bis 6, Dessau 1867-1883, CDA I, 566 – pontif no. 8726.; Mitteilungen des Vereins für Anhaltische Geschichte u. Altertumskunde Nienburger I 804 ff. Güterverzeichnis des Klosters Nienburg; Nienburger Copialbuche: Emunitas Alexandri pape iii, data anno Dom. mclxxYÜi'; am Bande: Require alibi.-Indiction und Ponticatsjahr verweisen die Bulle in das Jahr 1179.
9. CDA I, 749
10. CDA II, 20
11. K. Pallas, Die Registraturen der Kirchenvisitationen im ehemals sächsischen Kurkreise, Teil II, 215, Halle/S. 1906-1918
12. Reinhold Specht, Die anhaltischen Land- und Amtsregister des 16. Jahrhunderts, Bd. I, 6,42 und 223, Magdeburg 1935-1940
13. Dietrich Freydank , Ortsnamen der Kreise Bitterfeld und Gräfenhainichen , Berlin 1962
14. Ernst Eichler, Slawische Ortsnamen zwischen Saale und Neiße, Band 2 K-M, Bautzen 1987, ISBN 3-7420-0097-7;
15. Werte unserer Heimat Band 66: Bitterfeld und das untere Muldetal, 2004, ISBN 978-3-412-03803-8
16. Ernst Eichler, Slawische Ortsnamen zwischen Saale und Neiße, Band 3 N-S, Bautzen 1993, ISBN 3-7420-0780-7
17. CDA II, 557; Copiar ecclesie sancti Nicolai Aquensis (no. LII) = Kopialbuch der Heiligen Kirche St. Nikolai Aken im Staatsarchive zu Magdeburg.
18. CDA II, 593
19. Codex diplomaticus Saxoniae (CDS) I B 1, 542, 1394 Juli 24. ff. Anmerkungen
20. Reinhold Specht, Die anhaltischen Land- und Amtsregister des 16. Jahrhunderts, Bd. I, 5 und 123, Magdeburg 1935-1940
21. Karlheinz Blaschke, Uwe Ulrich Jäschke: Kursächsischer Ämteratlas. Leipzig 2009, S. 22 f. ISBN 978-3-937386-14-0
22. Der preußische Landkreis Bitterfeld im Gemeindeverzeichnis 1900
23. Schierau im Geschichtlichen Ortsverzeichnis des Vereins für Computergenealogie, abgerufen am 16. August 2025.
24. Der anhaltinische Landkreis Köthen im Gemeindeverzeichnis 1900
25. Niesau im Geschichtlichen Ortsverzeichnis des Vereins für Computergenealogie, abgerufen am 16. August 2025.
26. Möst, Möst b. Schierau im Geschichtlichen Ortsverzeichnis des Vereins für Computergenealogie, abgerufen am 16. August 2025.
27. Priorau im Geschichtlichen Ortsverzeichnis des Vereins für Computergenealogie, abgerufen am 16. August 2025.
Altjeßnitz |
Hoyersdorf |
Jeßnitz |
Lingenau |
Marke |
Möst |
Niesau |
Priorau |
Raguhn |
Retzau |
Schierau |
Tornau vor der Heide |
Thurland